# Петровский, Филипп Лаврентьевич
Филипп Лаврентьевич Петровский (5 октября 1892, Саратовская обл, Ново-Полтавский р-н, с. Песчанка — 1974, Москва) — военный прокурор, генерал-майор СССР.

## Биография
Родился 5 октября 1892 года в с. Песчанка Ново-Полтавского района Саратовской области в крестьянской семье.
До службы в Красной Армии был матросом торгового флота.
Ноябрь 1918 — вступил в ВКП(б).
Май 1919 — поступил на службу в РККА. С июля 1919 года занимал командные и административные должности в РККА, участник Гражданской войны. Был назначен военным комиссаром 2-го батальона на Черноярском фронте. В 1919 году получил ранение ходе боев. Являлся членом коллегии военного трибунала Приволжского военного округа с 17 октября 1919 года.
1924 — окончил школу и Саратовские областные юридические курсы.
Январь 1926 — занимал должность военного прокурора 3-й Крымской стрелковой дивизии, а затем помощника прокурора 14 стрелкового корпуса.
Март 1932 — январь 1938 — занимал должность заместителя военного прокурора Ленинградского военного округа. В 1936 году окончил Ленинградский юридический институт заочно. В дальнейшем служил на различных должностях в военных прокуратурах Уральского, Северо-Кавказского округов, Закавказского фронта.
20 апреля 1943 — 15 июля 1946 — военный прокурор Ленинградского фронта.
С 31 декабря 1945 участвовал в слушании военного трибунала Ленинградского военного округа по обвинению группы бывших военнослужащих германской армии в военных преступлениях совершенных на территории Ленинградской, Псковской и Новгородской областей в период временной оккупации.
26 апреля 1952 был уволен со службы.
Скончался в 1974 году, был похоронен на Новодевичьем кладбище в Москве.

## Награды
- Орден Красного Знамени — 22.02.1938
- Орден Кутузова II степени — 29.06.1945
- Орден Ленина — 21.02.1945
- Орден Отечественной войны I степени — 27.05.1947
- Медаль «За победу над Германией в Великой Отечественной войне 1941—1945 гг.» — 1941—1945
- Медаль «За оборону Кавказа» — 01.05.1944
- Медаль «За оборону Ленинграда»[5]